# 大分県道42号山香院内線
大分県道42号山香院内線（おおいたけんどう42ごう やまがいんないせん）は、大分県杵築市から宇佐市に至る県道（主要地方道）である。

## 概要
杵築市山香町大字倉成から宇佐市院内町櫛野に至る。
大分県北部の杵築市山香町の中心部と宇佐市院内町とを連絡する道路で、終点付近では宇佐市安心院町の中心部も通過する。宇佐市安心院町の中心部から終点までの区間は、国道500号と国道387号とを連絡するバイパスの役割も果たしている。

### 路線データ
- 起点：大分県杵築市山香町大字倉成（中村交差点、国道10号交点）
- 終点：大分県宇佐市院内町櫛野（国道387号交点）

## 歴史
- 1993年（平成5年）5月11日 - 建設省から、県道山香院内線が山香院内線として主要地方道に指定される[1]。

## 路線状況

### 道路施設

#### 橋梁
- 木裳橋（津房川、宇佐市）

#### トンネル
- 九人ヶ塔トンネル：延長93 m、1977年（昭和52年）竣工、宇佐市

## 地理

### 通過する自治体
- 杵築市
- 宇佐市

### 交差する道路
| 交差する道路                  | 市町村名 | 交差する場所       | 交差する場所                |
| ----------------------------- | -------- | ------------------ | --------------------------- |
| 国道10号                      | 杵築市   | 山香町大字倉成     | 中村交差点 / 起点           |
| 大分県道42号山香院内線 / 支線 | 杵築市   | 山香町大字久木野尾 |                             |
| 大分県道24号日出山香線        | 杵築市   | 山香町大字久木野尾 |                             |
| 大分県道717号久木野尾尾立線   | 杵築市   | 山香町大字久木野尾 |                             |
| 両院広域農道 / フルーツロード | 宇佐市   | 安心院町大見尾     |                             |
| 大分県道716号佐田山香線       | 宇佐市   | 安心院町佐田       |                             |
| E10 東九州自動車道            | 宇佐市   | 安心院町飯田       | 安心院IC交差点 9-1 安心院IC |
| 国道500号                     | 宇佐市   | 安心院町下毛       | ラウンドアバウト            |
| 国道387号                     | 宇佐市   | 院内町櫛野         | 終点                        |
| 支線                          |          |                    |                             |
| 大分県道42号山香院内線 / 本線 | 杵築市   | 山香町大字久木野尾 | 支線起点                    |
| 大分県道627号久木野尾山浦線   | 杵築市   | 山香町大字久木野尾 |                             |
| E10 東九州自動車道            | 宇佐市   | 安心院町大見尾     | 9-2 大分農業文化公園IC      |

### 交差する鉄道
- 日豊本線

### 沿線
- JR九州日豊本線 中山香駅
- 杵築市立山香中学校
- 上村郵便局
- 宇佐市立佐田小学校
- 佐田郵便局
- 大分農業文化公園